# Parisii (Gallië)

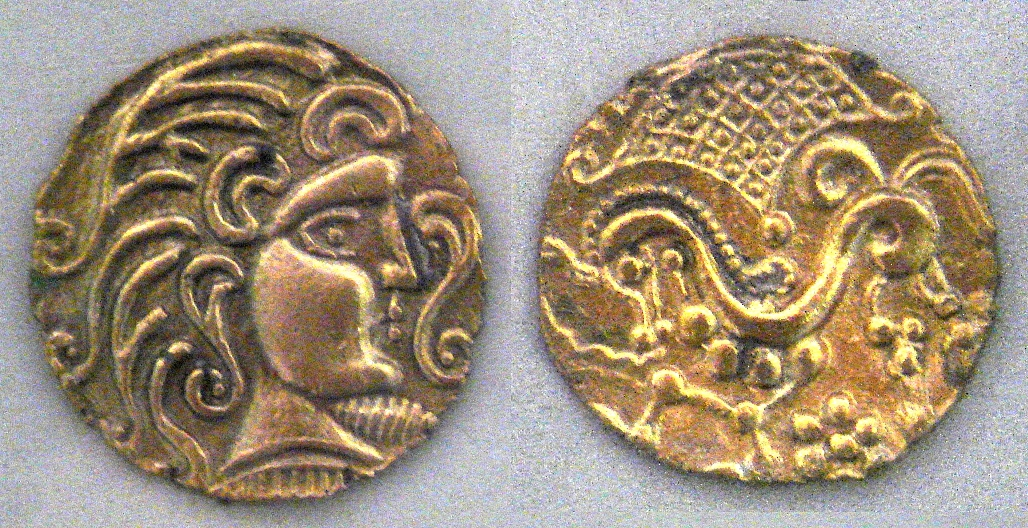
Stater (voor- en keerzijde) geslagen door de Parisii

De Parisii waren een Gallische stam die zijn woongebied bij de huidige Seine had. De kern van hun gebied was Lutetia, het huidige Parijs, met een vesting gebouwd midden in de Seine.
Tijdens de Gallische opstand onder leiding van Vercingetorix in 52 v.Chr. organiseerde Julius Caesar een conferentie met alle stammen uit Gallia om de toekomstige politieke verhoudingen te bespreken. Toen bleek dat onder andere de Senones, een stam die zeer gelieerd aan de Parisii was, niet wilde komen opdagen, hield Caesar rekening met een opstand. Om alvast een strategische positie in te kunnen nemen besloot hij de conferentie te houden in Lutetia, waarmee hij een wig dreef tussen Belgische en andere Gallische stammen.
De Parisii konden deze provocatie niet waarderen en sloten zich in 52 v.Chr. samen met de Senones bij de opstand van Vercingetorix aan. Erg succesvol waren ze echter niet. Terwijl Caesar de slag bij Gergovia moest afbreken werden de Parisii en de Senones verslagen door de legatus van Caesar Titus Labienus.
Deze stam moet onderscheiden worden van de eveneens Keltische stam der Parisii van Brittannië.
Gallia Cisalpina:
Anares · Beluni · Boii · Carni · Caturiges · Cenomani · Ceutrones · Insubres · Lepontii · Libici · Lingones · Nerusi · Salassi · Segusani · Suetri · Taurini · Vedianti

Gallia Transalpina:
Aedui · Albici · Allobroges · Ambarri · Ambiani · Andecavi · Arecomici · Atrebati · Aulerci Cenomani · Aulerci Diablintes · Aulerci Eburovices · Arverni · Baiocasses · Bellovaci · Bituriges Cubi · Bituriges Vivisci · Cadurci · Caleti · Carnutes · Catalauni · Caturiges · Cavares · Cenomani · Centrones · Cetrones · Commoni · Condrusi · Coriosolitae · Durocasses · Eciates · Eleuteti · Gabali · Garocelli · Geidumni · Grudii · Helvetii · Helvii · Lemovices · Leuci · Levaci · Lexovii · Lingones · Mandubii · Mediomatrici · Medulli · Menapii · Morini · Namnetes · Nantuates · Nerviërs · Nitiobriges · Osismii · Parisii · Petrocorii · Pictones · Pleumoxii · Redones · Remi · Ruteni · Salluviërs · Santones · Segni · Segovellauni · Segusiavi · Senones · Sequani · Silvanectes · Sordones · Suessiones · Tectosages · Tigurini ·  Tougener · Treveri · Tricasses · Tricastini · Turones ·  Veliocasses · Vellavi · Venelli · Veneti · Viducasses · Viromandui · Vocontii · Volcae Arecomici · Volcae Tectosages · Vivisci